# Обедин (Долж)
Обедин (рум. Obedin) насеље је у Румунији у округу Долж у општини Бреаста. Oпштина се налази на надморској висини од 84 m.

## Становништво
Према подацима из 2002. године у насељу је живело 469 становника, од којих су сви румунске националности.